# Comtat de Casa Dávalos
El comtat de Casa Dávalos és un títol nobiliari concedit el 1744 per Felip V a Juan Dávalos y Ribera (anomenat també Juan Dávalos de Ribera y Mendoza), veí de Lima, al Perú.
El 2005 Joan Carles I concedí la dignitat de Gran d'Espanya a Martí de Riquer i Morera per unir al títol.

## Titulars
- Juan Dávalos de Ribera y Mendoza (1696-1760): I comte de Casa Dávalos
- Manuel-Fausto Gallegos y Dávalos (1725-1776): II comte de Casa Dávalos
- José-Vicente Gallegos y Dávalos del Castillo: III comte de Casa Dávalos
- Josefa Gallegos y Dávalos del Castillo (?-1817): IV comtessa de Casa Dávalos, marquesa consort de Villahermosa
- María del Carmen Gallegos y Dávalos del Castillo (?-1844): V comtessa de Casa Dávalos
- Martí de Riquer i de Comelles (1820-1888): VI marquès de Benavent, VI comte de Casa Dávalos
- Alexandre de Riquer i Ynglada (1856-1920): VII comte de Casa Dávalos
- Martí de Riquer i Morera (1914-2013): VIII comte de Casa Dávalos i Gran d'Espanya
- Isabel Clara de Riquer i Permanyer: IX comtessa de Casa Dávalos amb Grandesa d'Espanya